# Salvador Vicente Mormeneo
Salvador Vicente Mormeneo (Massamagrell, 1978), més conegut com a Salva de Massamagrell, és un jugador professional de pilota valenciana, mitger en la modalitat d'Escala i corda, en nòmina de l'empresa ValNet. Va debutar el 1995 a Museros. Té un pasdoble dedicat al seu nom.
Comença a jugar a Rafelbunyol, on son pare jugava a raspall, i posteriorment passa a l'escola de Massamagrell. La seua època de major èxit fou a la dècada del 2000, tot i que el 2016 va ser subcampió en una final de Lliga amb tres pilotaris de Massamagrell.

## Palmarés[4]
- Subcampió de la Lliga Professional: 2016
- Campió de la Lliga Professional: 2009, 2010 i 2012
- Campió de la Super Copa: 2009 i 2010
- Campió Lliga Caixa Popular 2000
- Campió Copa Consum 2002
- Campió del Trofeu Ciutat de Llíria: 2006
- Campió Trofeu Juliet d'Alginet 2002
- Subcampió del Trofeu Mancomunitat de la Ribera Alta: 2006
- Nudespa Massamagrell 2002